# Tresona
Trasona (asturisch Tresona) ist eines von sieben Parroquias in der Gemeinde Corvera der autonomen Region Asturien in Spanien. Die 2103 Einwohner (2011) leben in 16 Dörfern, auf einer Fläche von 8,32 km².
Trasona ist für ein Leistungszentrum des Kanu- und Rudersportes am nahe gelegenen Stausee „Embalse de Trasona“ bekannt. Die Industrieanlagen der Aceralia und  Fertiberia sind die größten Arbeitgeber der Region. Daneben ist die klassische Viehwirtschaft mit der Käseverarbeitung ein großer Erwerbszweig.

## Sehenswürdigkeiten
- Kirche „Iglesia de San Vicente“ in Trasona
- Stausee „Embalse de Trasona“
- Kapelle „Capilla de San Pelayo“ aus dem 17. Jahrhundert

## Dörfer und Weiler im Parroquia
- El Cueto (El Cuetu) – 167 Einwohner 2011
- El Palacio (El Palaciu) – 40 Einwohner 2011
- El Pedrero (El Pedréu) – 215 Einwohner 2011
- Fafilán – 106 Einwohner 2011
- Favila – 105 Einwohner 2011
- Gabitos – 12 Einwohner 2011
- Gudín – 148 Einwohner 2011
- La Marzaniella – 653 Einwohner 2011
- Mocín – 5 Einwohner 2011
- Overo – 69 Einwohner 2011 43° 32′ 47″ N, 5° 52′ 50″ W
- Rovés (Robés) – 115 Einwohner 2011
- San Pelayo – 202 Einwohner 2011 43° 33′ 3″ N, 5° 52′ 11″ W
- Silvota – 28 Einwohner 2011
- Tarín – 2 Einwohner 2011
- Trasmonte (Tresmonte) – 6 Einwohner 2011
- Truyés – 230 Einwohner 2011